# 距药姜
距药姜（学名：Cautleya gracilis）为姜科距药姜属下的一个种。其种加词来源于拉丁文“gracilis”，意为“细长的”。